# NGC 6240
NGC 6240 je nepravidelná galaxie v souhvězdí Hadonoše. Její nepravidelný tvar je způsoben probíhajícím slučováním tří galaxií, které nakonec splynou do jediné galaxie.
Tato soustava je od Země vzdálená přibližně 346 milionů světelných let. Objevil ji Édouard Stephan 12. července 1871, ale později ji nezávisle spoluobjevil také Edward Emerson Barnard, a proto byla přidána i do Index Catalogue pod označením IC 4625.
Dlouhou dobu se předpokládalo, že jde o sloučení dvou galaxií, ale v roce 2019 bylo na velmi podrobném snímku objeveno ještě třetí galaktické jádro. Všechna tři jádra leží v oblasti o rozměru 1 000 pc (3 260 světelných let), přitom v jižněji umístěném jádře byla rozeznána dvě nezávislá jádra místo původně jediného a jejich vzájemná vzdálenost je pouhých 198 pc. Všechna tři jádra obsahují obří černou díru o hmotnosti přinejmenším 90 milionů hmotností Slunce a dvě z nich jsou aktivním galaktickým jádrem. V době objevu jde o nejtěsněji umístěnou trojici obřích černých děr, která je známa.